# Honda Domani
La Honda Domani est une voiture fabriquée par Honda et commercialisée en Asie de l'est à partir de novembre 1992 pour remplacer la Honda Concerto, cette dernière étant commercialisée en Europe jusqu'en 1995.

## Caractéristiques techniques

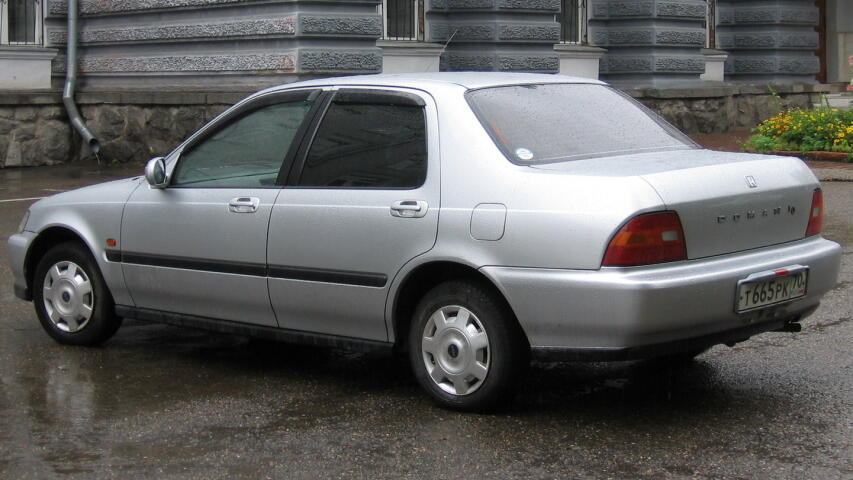
Honda Domani I

Le châssis de la Honda Domani est fortement inspiré de celui de la Honda Civic de cinquième génération. En Europe, elle sert dès 1995 de base technique à la Honda Civic Aerodeck et liftback, ainsi qu'à la Rover 400 II et à ses dérivés Rover 45 et MG ZS.
La Honda Domani possédait un moteur 1,5 L ou 1,8 L mais a été remplacé par un moteur 1,6 L DX / LX / EX dès 1993.

## Commercialisation à l'extérieur de l'Asie
Au Canada, elle était commercialisée sous la marque Acura sous le nom Acura 1,6 EL. Cette version a été exportée au Japon, ainsi qu'à Taïwan.

## Isuzu Gemini
La Honda Domani 4 portes de première génération est commercialisée de 1993 à 1996 par la marque japonaise Isuzu, en tant que quatrième génération de sa berline compacte Gemini.

Le procédé est ensuite reconduit avec la deuxième génération de Domani, constituant la cinquième génération de Gemini.

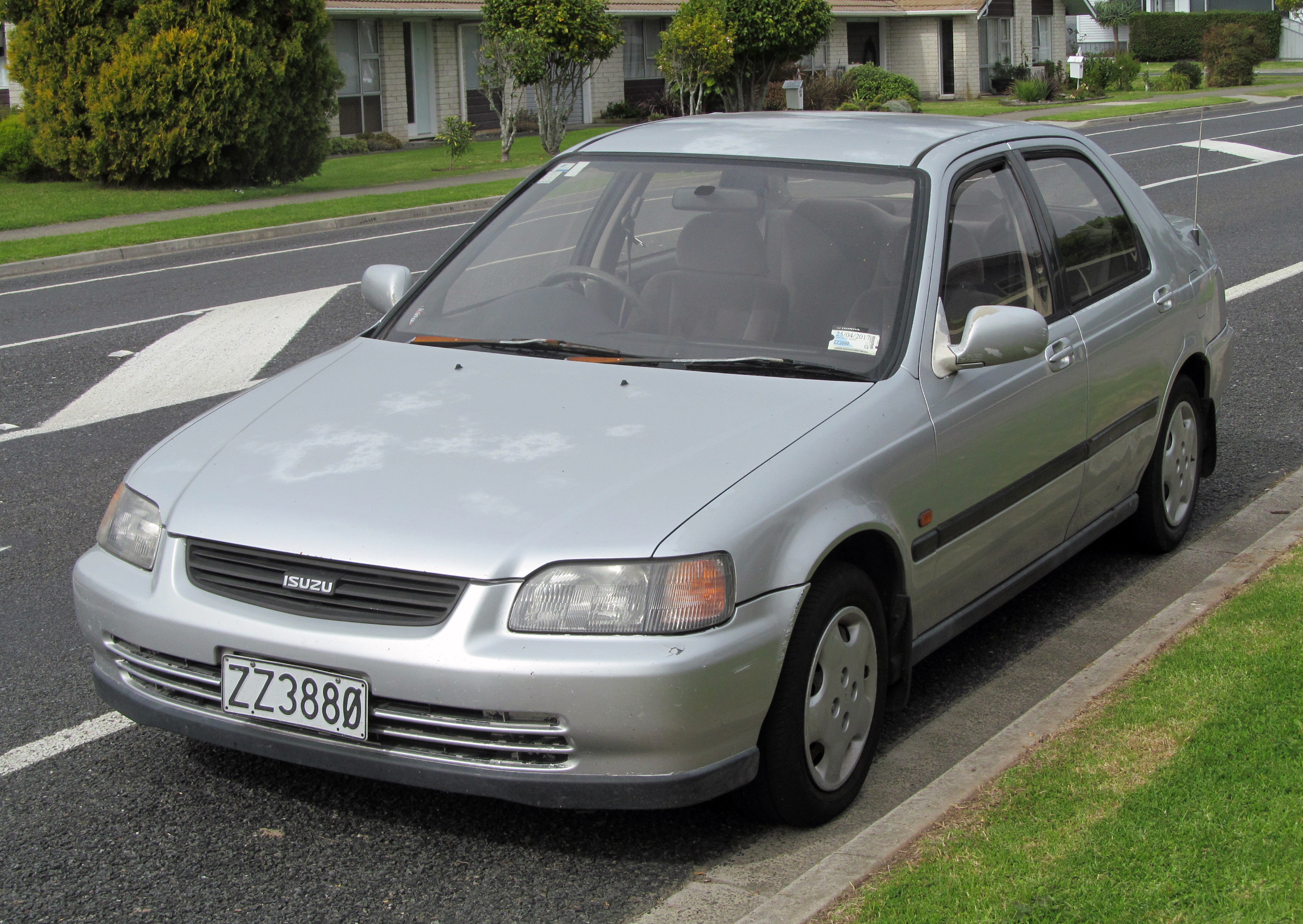
Isuzu Gemini IV
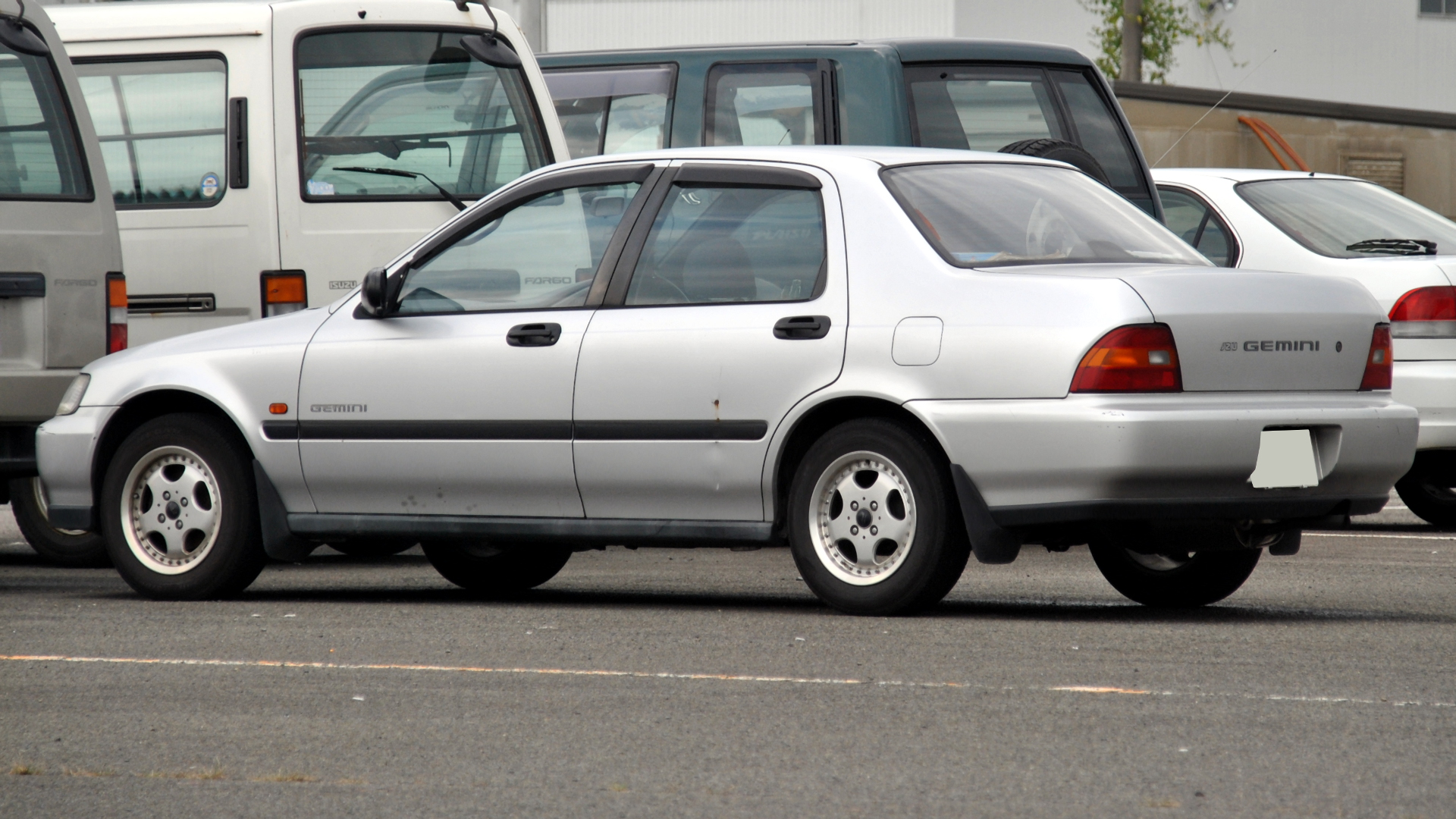
Isuzu Gemini IV
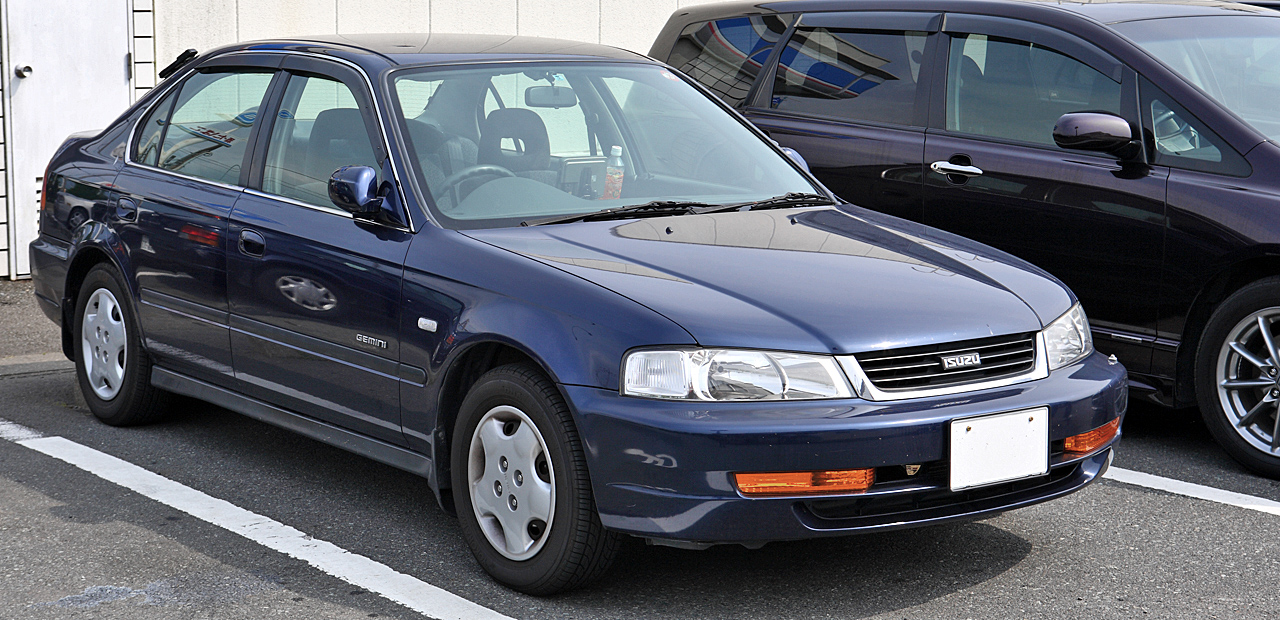
Isuzu Gemini V
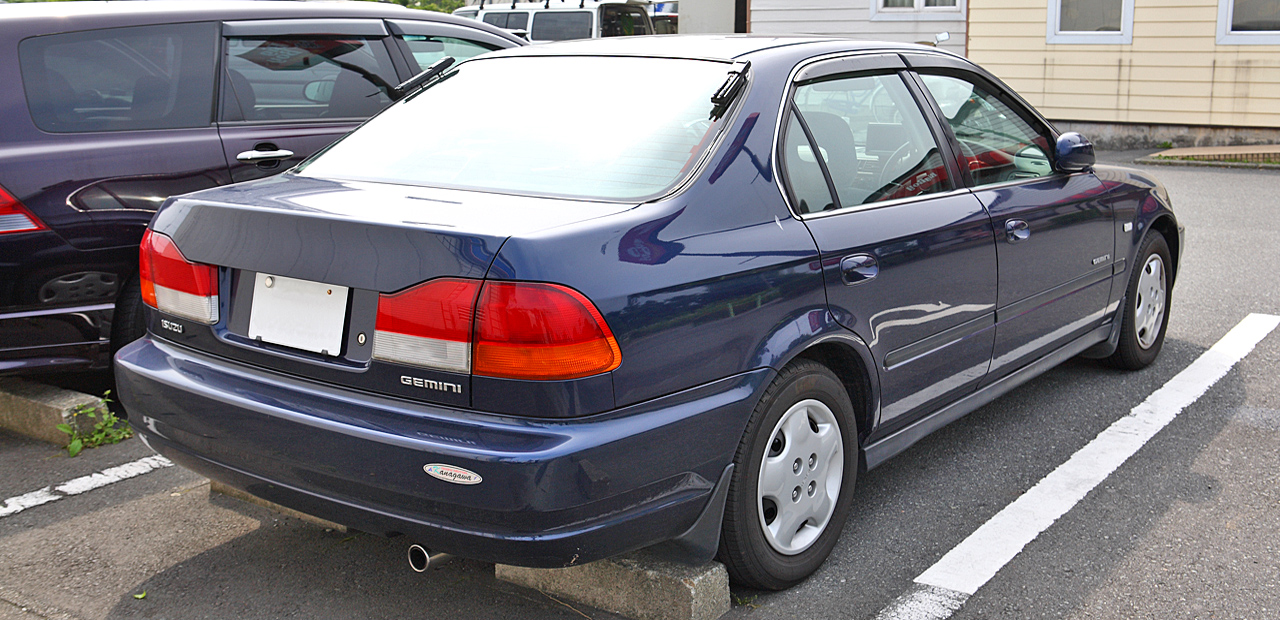
Isuzu Gemini V